# Хризантема и меч
Хризанте́ма и меч: моде́ли япо́нской культу́ры — книга Рут Бенедикт, посвящённая исследованию японской культуры, и один из самых известных трудов по культурной антропологии; впервые издана в 1946 году в США. На японский язык переведена в 1948 году и стала бестселлером в КНР.

## История создания
Исследование было начато в июне 1944 года по поручению правительства США, так как перед Америкой встала необходимость «найти ответы на многие вопросы о нашем враге — Японии».

## Методика исследования
Поскольку США и Япония находились в состоянии войны, Бенедикт не могла прибегнуть к обычному в таких случаях методу полевого исследования. Поэтому она собирала материал для книги, пользуясь следующими методами:
- интервьюирование японцев, проживающих в США;
- знакомство с литературой о Японии и японцах — как западных, так и японских авторов;
- просмотр фильмов — пропагандистских, исторических, художественных.

## Ключевые идеи
В книге рассматриваются системообразующие для японского общества понятия:
- долг;
- иерархия;
- стыд;
- искренность;
- чувство собственного достоинства

и другие.
«Долг» (он), определяющий (и подчиняющий себе) жизнь каждого японца, подразделяется на две категории:
1. неоплатный долг (гиму):
  - долг императору (а также стране в целом) (тю),
  - родителям (а значит, и предкам и потомкам) (ко),
  - долг работе (нимму);
2. долг, который можно оплатить (гири):
  - долги миру:
    - князю,
    - родственникам,
    - другим людям за полученный от них он;

  - долг блюсти честь имени.

Иерархия рассматривается Бенедикт через понятие «должного места» — того положения в обществе и семье, которое должен занимать член японского общества согласно:
- социальному статусу семьи,
- полу,
- возрасту.

## Некоторые сведения из книги
- ребёнка учат почтению ещё с младенчества, склоняя его голову тогда, когда кланяется мать;
- у простых японцев до середины XIX века не было фамилии: она была не нужна, так как главной добродетелью считалась верность князю, а не семье;
- употребляя одно из самых популярных выражений для изъявления благодарности, сумимасэн, японцы имеют в виду примерно следующее: спасибо, что оказали мне услугу, и извините за то, что я не сделал этого для вас первым.

## Критика
Дуглас Люммис отмечал: «Через некоторое время я понял, что я никогда не смогу жить в благопристойных отношениях с народом этой страны, если я не изживу эту книгу и её вежливо-высокомерный взгляд на мир из моей головы».

Люммис, посетивший архив Вассарского колледжа с целью проверить ссылки у Бенедикт, писал, что некоторые из важных вещей в книге основываются на интервью с Робертом Хасимой (англ. Robert Hashima) — уроженцем США японского происхождения, который был привезён в Японию ребёнком, учился здесь, а затем вернулся в США до начала Второй мировой войны. Люммис, интервьюировавший Хасиму, отмечает, что это обстоятельство помогает выявить пристрастность к исследовании Бенедикт: 
Для него, приехавшего первый раз в Японию подростком в середине милитаристского периода и не имевшего памяти о стране до этого, то, что он изучал в школе, не было «идеологическим», таковой была Япония для него. Оригинальный текст (англ.)For him, coming to Japan for the first time as a teenager smack in the middle of the militaristic period and having no memory of the country before then, what he was taught in school was not „an ideology“, it was Japan itself.
 Люммис полагает, что Бенедикт слишком доверилась Хасиме, который рассказывал глубоко чуждое его опыту жизни в Японии: 
Кажется, он стал своего рода пробным камнем, авторитетом, на котором она проверяла сведения из других источников.Оригинальный текст (англ.)seems that he became a kind of touchstone, the authority against which she would test information from other sources

## Издания на других языках

### На русском языке
- Бенедикт Р. Хризантема и меч. Модели японской культуры. / пер. с англ. Н. М. Селиверстова под ред. А. В. Говорунова. — СПб.: Наука, 2004. — 359 с. ISBN 5-02-026868-2
- Бенедикт Р. Хризантема и меч. Модели японской культуры. — М.: Российская политическая энциклопедия, 2004. — 256 с.
- Бенедикт Р. Хризантема и меч. Модели японской культуры. — М.: Наука, 2007. — 360 с.